# Sphaerius alticola
Sphaerius alticola är en skalbaggsart som först beskrevs av Ivan Löbl 1995.  Sphaerius alticola ingår i släktet Sphaerius och familjen strandsandbaggar. Inga underarter finns listade i Catalogue of Life.